# Kisszurdok (Temes megye)
Kisszurdok (románul Surducu Mic), település Romániában, a Bánságban, Temes megyében. Közigazgatásilag Bozsor kozséghez tartozik.
1880-ban 683, 1900-ban 808, 1920-ban 677, 1941-ben 657, 1956-ban 589, 1977ben 562, 2002-ben 369  lakosa volt, túlnyomó többsében románok. A faluban ortodox, baptista illetve pünkösdista templom található.
Közelében található a Szurdok-tó, amely Temesvár és környéke vízellátását biztosítja.